# Liste der Monuments historiques in Moulins-lès-Metz
Die Liste der Monuments historiques in Moulins-lès-Metz führt die Monuments historiques in der französischen Gemeinde Moulins-lès-Metz auf.

## Liste der Bauwerke
| Bezeichnung    | Beschreibung                                                     | Standort                 | Kennzeichnung | Schutzstatus | Datum | Bild           |
| -------------- | ---------------------------------------------------------------- | ------------------------ | ------------- | ------------ | ----- | -------------- |
| Château Fabert | Burganlage, 15. und 16. Jahrhundert, im 19. Jahrhundert umgebaut | 10, 12 rue Fabert (Lage) | PA00107036    | Inscrit      | 1990  | weitere Bilder |
| Vieux Pont     | elfbogige Steinbrücke, 16. und 18. Jahrhundert                   | Rue de Nancy (Lage)      | PA00107037    | Inscrit      | 1989  |                |